# Дубровка (Вачский район)
Дубровка — деревня в Вачском районе Нижегородской области. Входит в состав Новосельского сельсовета.

## История
Деревня впервые упоминается в окладных книгах 1676 года в составе Вачского прихода, в ней было 14 дворов крестьянских.
В конце XIX — начале XX века деревня входила в состав Новосельской волости Муромского уезда Владимирской губернии. В 1859 году в деревне числилось 12 дворов, в 1905 году — 22 дворов, в 1926 году — 31 дворов.
С 1929 года деревня входила в состав Поповского сельсовета Вачского района Горьковского края, с 1931 года — в составе Городищенского сельсовета, с 1936 года — в составе Горьковской области, с 1959 года — в составе Новосельского сельсовета.

## Население
| 1859 | 1905 | 1926 | 1999 | 2002 | 2010 |
| ---- | ---- | ---- | ---- | ---- | ---- |
| 79   | ↗111 | ↗153 | ↘14  | ↘12  | ↘7   |